# Алту-ду-Сейшалинью
Алту-ду-Сейшалинью (порт. Alto do Seixalinho)  —  приход (фрегезия) в Португалии, входит в округ Сетубал. Является составной частью муниципалитета  Баррейру. Находится в составе крупной городской агломерации Большой Лиссабон. По старому административному делению входил в провинцию Эштремадура. Входит в экономико-статистический  субрегион Полуостров Сетубал, который входит в Лиссабонский регион. Население составляет 20  522 человека на 2001 год. Занимает площадь 1,63 км².